# Haworthia
Haworthia is een plantengeslacht uit de affodilfamilie, verwant aan de geslachten Aloe, Gasteria en Astroloba. Haworthia-soorten worden typisch niet groter dan 20 cm en vormen solitair groeiende rozetten. De in het wild groeiende soorten komen voor in Zuid-Afrika, Swaziland en Namibië. De Franse botanicus Henri-Auguste Duval vernoemde het geslacht naar de Britse botanicus Adrian Hardy Haworth.
... · 
Aloe (Aloë) · 
Asphodelus (Affodil) · 
Astroloba · 
Bulbine · 
Bulbinella · 
Chamaealoë · 
Chortolirion · 
Eremurus · 
Gasteria · 
Haworthia · 
Herpolirion · 
Jodrellia · 
Kniphofia · 
Lomatophyllum · 
Poellnitzia · 
Trachyandra · 
...